# Lorenzo Trincheri
Lorenzo Gioacchino Trincheri (Pieve di Teco, 4 maggio 1768 – Parigi, 19 novembre 1846) è stato un critico letterario, filosofo e saggista italiano.

## Biografia
Nacque a Pieve di Teco, nell'entroterra ligure da una famiglia benestante che aveva in possesso alcuni ettari di terreno.
Fu critico letterario, filosofo e saggista appassionato agli autori romantici.
Si affermò all'interno della cerchia dei letterati del suo tempo grazie alla brillante difesa in favore di Alessandro Manzoni, quando quest'ultimo pubblicò nel 1819 la sua prima tragedia, Il Conte di Carmagnola. Con il sostegno del suo maestro e amico Goethe riuscì a far valere la propria opinione positiva nei confronti dell'autore dei Promessi sposi.
Poche altre notizie biografiche si conoscono a proposito della sua vita che, a causa di un incidente in cui ferì a morte un suo amico, un certo Andrea, crollò in una situazione estremamente travagliata.  
Negli ultimi anni si trasferì a Parigi, svolgendo incarichi di traduzione per pochi soldi, per poi morire nel novembre del 1846.